# Montreat
Montreat és una població dels Estats Units a l'estat de Carolina del Nord. Segons el cens del 2008 tenia 696 habitants.

## Demografia
Segons el cens del 2000, Montreat tenia 630 habitants, 185 habitatges i 98 famílies. La densitat de població era de 87,8 habitants per km².
Dels 185 habitatges en un 11,4% hi vivien nens de menys de 18 anys, en un 48,1% hi vivien parelles casades, en un 2,2% dones solteres, i en un 47% no eren unitats familiars. En el 37,3% dels habitatges hi vivien persones soles el 20% de les quals corresponia a persones de 65 anys o més que vivien soles. El nombre mitjà de persones vivint en cada habitatge era de 2,16 i el nombre mitjà de persones que vivien en cada família era de 2,63.
Per edats la població es repartia de la següent manera: un 9,4% tenia menys de 18 anys, un 45,7% entre 18 i 24, un 10,3% entre 25 i 44, un 11,6% de 45 a 60 i un 23% 65 anys o més.
L'edat mediana era de 23 anys. Per cada 100 dones de 18 o més anys hi havia 101,8 homes.
La renda mediana per habitatge era de 45.625 $ i la renda mediana per família de 60.625 $. Els homes tenien una renda mediana de 39.375 $ mentre que les dones 22.292 $. La renda per capita de la població era de 16.699 $. Entorn del 3,6% de les famílies i l'11,9% de la població estaven per davall del llindar de pobresa.

## Poblacions més properes
El següent diagrama mostra les poblacions més properes.